# Gerd Heinrich von Below
Gerd Heinrich von Below (* 1676; † 1743 in Stettin) war ein preußischer Justizjurist. Er war Präsident des Hofgerichts Stargard. 

## Leben
Er stammte aus der uradligen pommerschen Familie von Below. Sein Vater Eccard von Below (* 1638; † 1689) war Landrat und Landvogt im Kreis Stolp. Seine Mutter Sophie Elisabeth war eine geborene von Wobeser. Sein jüngerer Bruder Heino Friedrich von Below wurde  Landrat des Kreises Schlawe-Pollnow.  
Gerd Heinrich von Below studierte ab 1691 an der Universität Frankfurt (Oder). Er war Erbherr auf Peest und Palow; genau gesagt gehörten der Familie die Anteile Peest (b) und Palow (a).
1729 wurde er Präsident des Hofgerichts Stargard. Als 1739 das Hofgericht nach Stettin verlegt wurde, blieb er dessen Präsident. 1740/1741 erlitt er einen Schlaganfall und starb 1743. 
Er war mit Eva Tugendreich von Schöning verheiratet. Sein Sohn Johann Bogislav von Below (* 1716; † 1775) wurde Steuerrat der brandenburgischen Kreise Ruppin und Barnim. Die Güter Peest (b) und Palow (a) erbte nach Gerd Heinrich von Belows Tod sein jüngerer Bruder, der Landrat Heino Friedrich von Below.  